# Wólka Lesiowska
Wólka Lesiowska (prononciation : [ˈvulka lɛˈɕɔfska]) est un village polonais de la gmina de Jastrzębia dans le powiat de Radom de la voïvodie de Mazovie dans le centre-est de la Pologne.
Il se situe à environ 12 km au nord-est de Radom (siège du powiat) et à 84 km au sud de Varsovie (capitale de la Pologne).
Le village compte approximativement une population de 170 habitants.

## Histoire
De 1975 à 1998, le village appartenait administrativement à la voïvodie de Radom.